# Nidda (río)
El río Nidda es el río más importante de la región de Wetterau en Hesse, Alemania. Nace a una altura de 720 m en una turbera alta en el norte del monte Taufstein. Cerca de la ciudad de Schotten forma un embalse. Atraviesa la ciudad de Nidda. Cerca de Bad Vilbel alcanza el área metropolitana de Fráncfort del Meno donde pasa por 18 km de término municipal y desemboca en el Meno en el barrio Höchst. Los romanos ya utilizaron el río como ruta comercial y de transporte y tenían un puerto en la antigua ciudad de Nida.

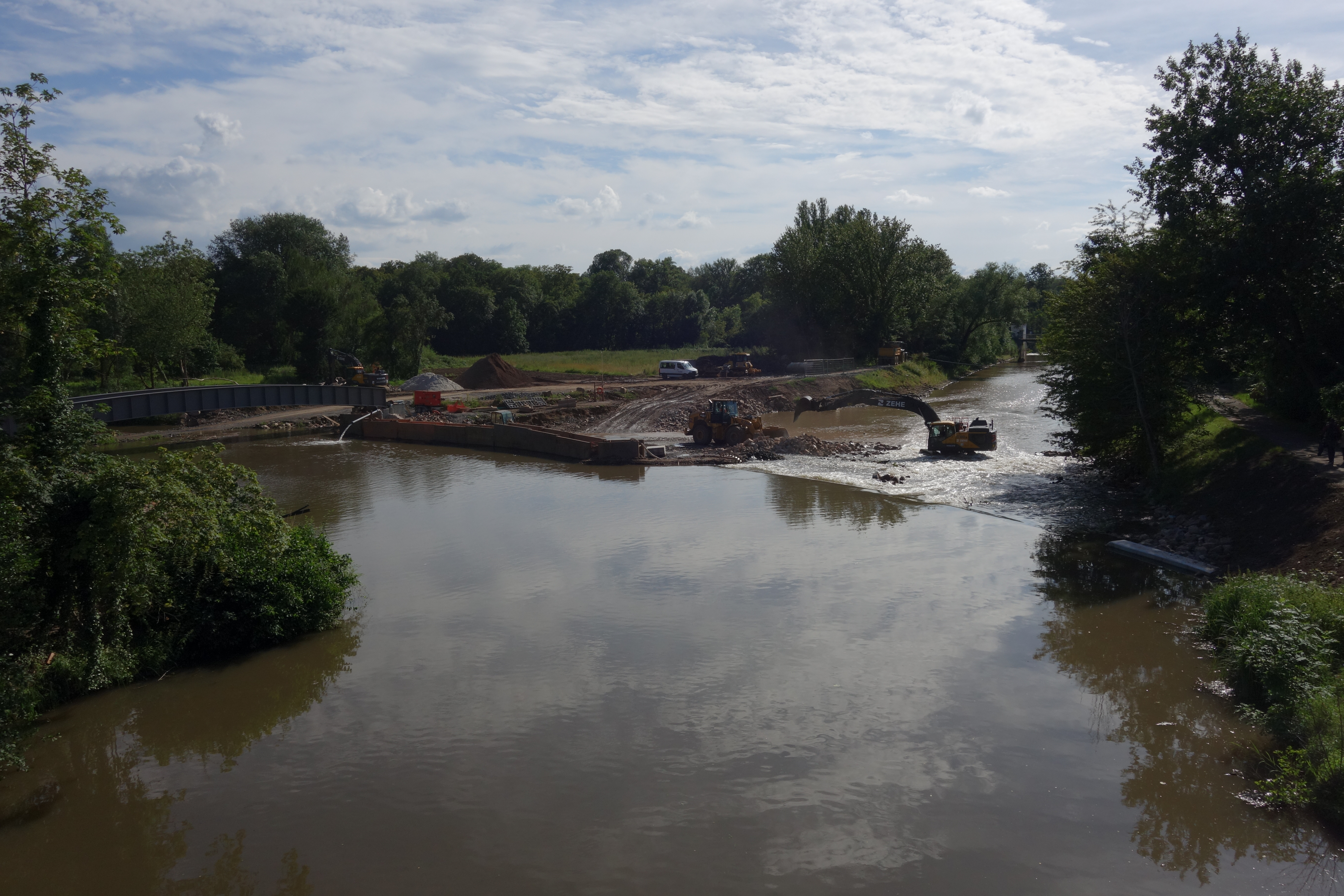
Trabajos de renaturalización cerca de intercambio de carreteras Westkreuz Frankfurt en el verano de 2024